# Fous chantants d'Alès
Les Fous Chantants d'Alès est une manifestation musicale et culturelle, créée par Michel Schwingrouber (1950-2024), chef de chœur, compositeur et harmonisateur originaire de Saint-Christol-lez-Alès. Chaque année depuis 1998, elle rassemble au cœur de l'été un millier de choristes amateurs, venus de France, de Belgique et de toute l'Europe, autour du répertoire d'un auteur-compositeur-interprète francophone. 
Les choristes travaillent en amont pendant quelques mois leurs chants qui leur sont envoyés sur le site des Fous chantants. Ils se retrouvent tous à Alès, à la fin du mois de juillet, pour une semaine de répétitions intenses (par pupitres et tous ensemble) qui s'achève par un ou deux concerts dans les arènes du Tempéras, en présence de l'artiste invité de l'année. Le chœur chante une vingtaine de titres et l'artiste à qui il est rendu hommage l'accompagne sur plusieurs d'entre eux.
La direction artistique de l'événement est assurée par Michel Schwingrouber (1998-2001), Jacky Locks (2002-2016) et Fabrice Schwingrouber (2017-2024).
L'événement est organisé par l'association « Grand Chœur Languedoc Chansons » sous l'impulsion de Pierre Ferry. Celle-ci est présidée par : Pierre Ferry (1997-1998), Jean-Marie Quiot (1998-2013), Michel Dumazert et Jean-Claude Bernard (2013-2017), Michel Dumazert (2017-2023), Sandrine Capelle (2024).

## Acteurs
Les chefs de chœur réalisent les harmonisations des morceaux, accompagnent les mille choristes pendant la semaine de répétitions et les dirigent lors du concert final. Vingt-deux chefs de chœur ont participé aux Fous chantants d'Alès depuis 1998 : Carole Bellavance (2 éditions), Marie Belz (3), Olivier Bilquin (6), Marc-André Caron (19), Guylaine Fournier (13), Vincent Fuchs (1), Maryline Laplagne (12), Lionel Licini (1), Jacky Locks (19), Fabienne Madec (3), Caroline Magoules (5), Florian Martinet (7), Chrystel Michel (1), Jean-Marc Normand (5), Kevin Oss (1), Emmanuel Paterne (7), Rosario Pulcini (2), Florent Robert (2), Anne Roget (5), Reynald Sac (4), Michel Schwingrouber (4), Xavier Vidic (2). 
Emmanuel Paterne assure la direction musicale depuis 2017. Les choristes sont accompagnés sur scène par un orchestre de professionnels. Deux chefs d'orchestre se sont succédé auprès des Fous : Jean-Marie Sion (1998-2016) et David Vincent (2017-2024).
Près de quatre-vingts-dix bénévoles préparent l'événement pendant toute l'année. Ils sont répartis dans plusieurs commissions : accueil, hébergement, logistique, transport, restauration, buvette, boutique, billetterie, communication, etc. Sur place, à Alès, ils organisent et animent le Village des Fous (le lieu de répétitions et de vie des choristes) situé à l'intérieur du Fort Vauban.
Plus de cinquante techniciens (infrastructures, logistique, son, lumières, etc.) transforment les arènes du Tempéras en une gigantesque salle de concert à ciel ouvert pour la préparation du spectacle.

## Hommages rendus
- 1998 : Jean Ferrat inaugure la première "Semaine chantante d'Alès" avec près de sept cents choristes. Il devient le parrain de l'événement.
- 1999 : huit cents choristes interprètent le répertoire de Georges Moustaki, en sa présence, accompagnés par un orchestre symphonique de trente musiciens.
- 2000 : mille choristes rendent hommage à Jean-Jacques Goldman devant près de douze mille spectateurs au stade Pierre-Pibarot.
- 2001 : l'hommage est rendu à Gilbert Bécaud, malheureusement absent du fait de sa maladie.
- 2002 : les mille choristes rendent hommage à Claude Nougaro, en sa présence.
- 2003 : les Fous chantants rendent hommage, pour la première fois de leur histoire, à des artistes féminins : Maurane et Catherine Lara.
- 2004 : les mille choristes s'attaquent au répertoire de Jacques Brel sous le regard de Gérard Jouanest, son pianiste fétiche.
- 2005 : les Fous chantants rendent hommage au répertoire de Laurent Voulzy.
- 2006 : l'auteur-compositeur-interprète William Sheller est à l'honneur pour cette nouvelle édition.
- 2007 : les Fous chantants fêtent leur dixième anniversaire en produisant sur scène Starmania, l'opéra rock de Michel Berger et Luc Plamondon.
- 2008 : avec "Métissages", les choristes rendent hommage à la chanson française et à la musique des îles. Ils chantent Bernard Lavilliers, Henri Salvador, Yannick Noah et accueillent sur scène I Muvrini.
- 2009 : les mille choristes revisitent des chansons du patrimoine québécois en présence de Garou et de Natasha St-Pier.
- 2010 : les Fous chantants rendent hommage aux "3B" (Daniel Balavoine, Michel Berger, Alain Bashung) accompagnés par Laurent Solal et Julie Zenatti.
- 2011 : les choristes fêtent « les Plus Belles Comédies musicales » (La Mélodie du bonheur, Mama Mia, West Side Story, Cats, Cabaret, Notre-Dame de Paris, Les Dix Commandements, Mozart, Le Roi Soleil, Les Misérables) en compagnie d'Hélène Ségara, Emmanuel Moire et Pablo Villafranca.
- 2012 : Patrick Fiori et Anggun accompagnent les choristes pour célébrer les "Plus Belles Chansons de films".
- 2013 : les mille choristes rendent un nouvel hommage à leur parrain de cœur avec "Ensemble, chantons Goldman". Michaël Jones et Christophe Willem participent à la fête.
- 2014 : les Fous chantants sont « Fous d'elles ». Accompagnés par Amel Bent, ils mettent à l'honneur les grandes dames de la chanson française : Edith Piaf, Barbara, Véronique Sanson, Céline Dion, Juliette Gréco, Zazie, Frida Boccara, etc.
- 2015 : les mille choristes rendent hommage au répertoire de Renaud avec la participation de Marina d'Amico, Maximilien Philippe et Lilian Renaud.
- 2016 : Luc Plamondon, parolier à succès, auteur notamment de Starmania et de Notre-Dame de Paris, est mis à l'honneur par les Fous chantants. Avec Bruno Pelletier et Mélanie Romer.
- 2017 : la direction artistique de l'événement est reprise par Fabrice Schwingrouber, le fils du fondateur des Fous chantants d'Alès. Une nouvelle équipe se met en place avec Emmanuel Paterne (directeur musical) et David Vincent (chef d'orchestre). Les Fous fêtent leurs 20 ans avec un hommage à Florent Pagny et l'organisation de deux concerts successifs.
- 2018 : les mille choristes rendent hommage à Johnny Hallyday, avec la participation de Christophe Maé.
- 2019 : Julien Clerc fête ses cinquante ans de carrière au milieu des Fous Chantants.
- 2020 et 2021 : l'hommage au répertoire de Pascal Obispo est reporté compte tenu de la crise sanitaire liée à la pandémie de Covid-19.
- 2022 : les Fous Chantants rendent hommage à Pascal Obispo, en sa présence.
- 2023: les mille choristes s'emparent du répertoire de Jean-Louis Aubert, en sa présence.
- 2024 : plus de 1000 choristes mettent à l'honneur les talents de Vianney, auteur et interprète, en sa présence.

## Festival
La « Semaine chantante » est consacrée en journée au travail de répétitions et s'achève par un ou deux concerts. 
Elle propose également le soir des concerts et des animations, en associant les alésiens : la "Nuit des Chanteurs de Rue" (les Fous Chantants invitent le public dans l'enceinte du Fort Vauban pour une soirée de déambulation musicale nocturne rassemblant une vingtaine de musiciens et de chanteurs), la « Nuit des Fous » (les choristes chantent une partie de leur répertoire dans les rues de la ville), la soirée « La Chanson Découverte » (un concours ouvert aux auteurs-compositeurs), une soirée-karaoké géante, etc.
Des concerts sont organisés. Plusieurs artistes sont venus se produire à Alès à l'occasion de la Semaine chantante : Isabelle Aubret et Juliette Gréco (1999), Gilbert Bécaud, Carole Fredericks, Ray Charles et Tri Yann (2000), Gérald de Palmas, Hélène Ségara, Claude Nougaro, Trio Esperanza, Liz Mc Comb, Pascal Obispo et Henri Salvador (2001), Yannick Noah, Calogero, Axel Bauer et Jean-Jacques Goldman (2002), Patrick Fiori, Marc Lavoine et le groupe Piccolo (2003), Tryo et Laurent Voulzy (2004), Alain Souchon et Earth Wind and Fire (2010), Véronique Sanson et Serge Lama (2011), Chanson Plus Bifluorée et Les Fatals Picards (2013), les Grandes Gueules a capella, Lou, le groupe LEJ et les Stentors (2017), David Ban, Angelina, Natasha St-Pier et Amaury Vassili (2018), Couleur Café et Marc Lavoine (2019).

## Anecdotes
- Les choristes de la « Semaine chantante d'Alès » deviennent officiellement « Fous chantants » en 2001. Clin d’œil au grand maitre de la chanson française, Charles Trenet.
- Lors de son hommage en 2000, Jean-Jacques Goldman lance sur scène : « Un jour, j'écrirai une chanson qui s'appellera simplement Ensemble et vous saurez précisément quand et où elle est née ». Il tiendra sa promesse. L'année suivante, cinq cents Fous chantants enregistrent à Alès les chœurs d’Ensemble avant d'interpréter la chanson en avant-première du concert hommage à Gilbert Bécaud. Ensemble apparait sur l'album Chansons pour les pieds sorti le 20 novembre 2001.